# Järnvägstransport

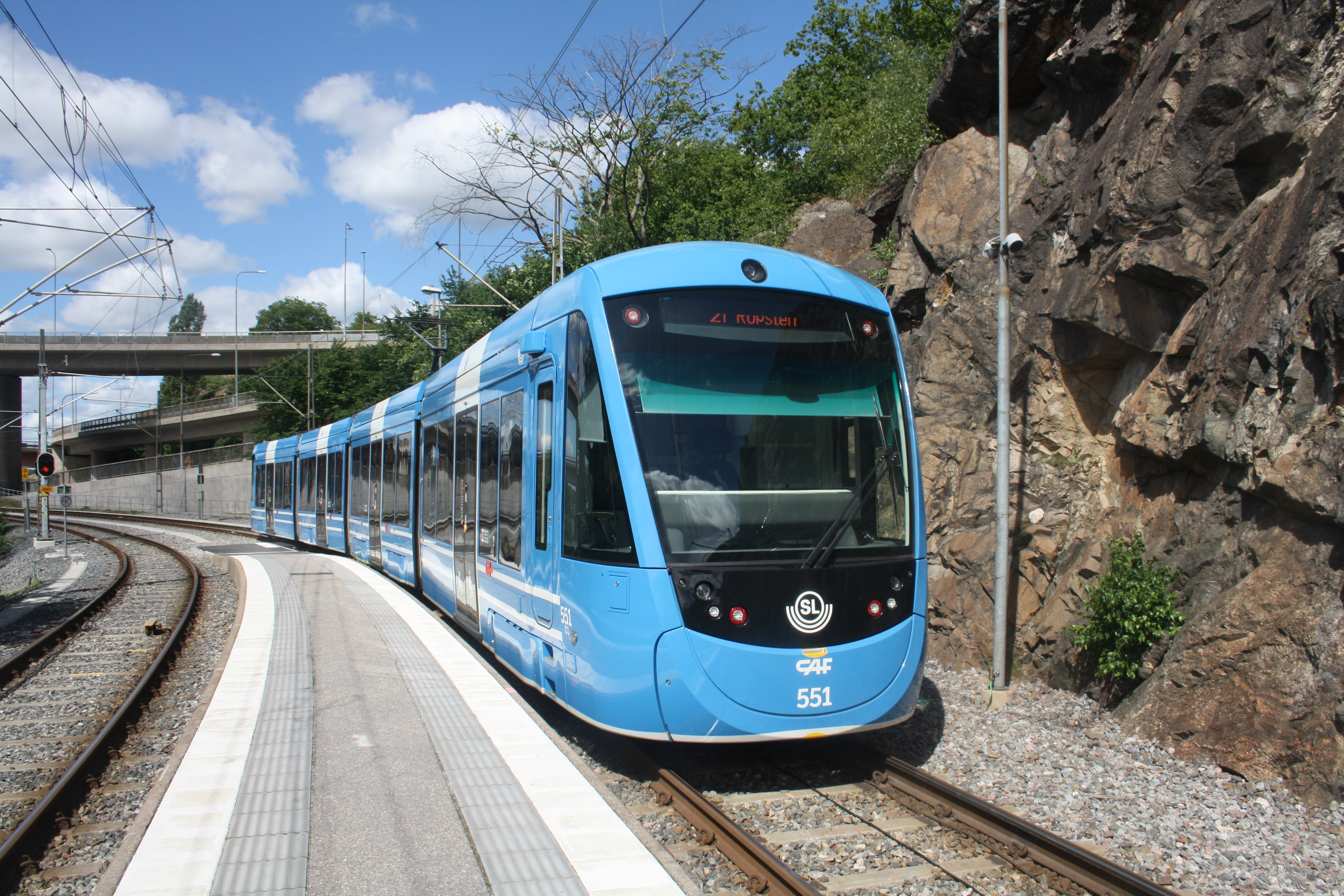
Lidingöbanan som lämnar Torsvik.

Järnvägstransport syftar till transport av människor eller varor ombord på en vagn längs en vägbana byggd uttryckligen för att bära ett tåg. De internationella konventioner som reglerar järnvägstransporter i Europa härstammar från slutet av 1800-talet och hör till de äldsta ännu ikraftvarande konventionerna i världen.
Åtminstone för finska järnvägstransportörer gäller att de har ett transporttvång. En järnvägstransportör kan inte utan orsak (till exempel att tåget är fullt) neka att transportera en passagerare och dennes handbagage.
Järnvägstransporter skiljer sig aningen från andra transportsätt i och med att järnvägstransporter inte kräver något transportdokument. Det räcker ofta med att avsändaren har bokat en plats på tåget.